# Dominick Barlow
Dominick Barlow (Hackensack, 26 maggio 2003) è un cestista statunitense, professionista nella NBA con gli Atlanta Hawks.

## Carriera
Dopo aver saltato l'esperienza universitaria, trascorre la prima stagione della carriera nel Team Overtime, squadra della neonata lega Overtime Elite. L'11 luglio 2022 viene firmato con un two-way contract dai San Antonio Spurs, con cui esordisce in NBA il 2 novembre seguente, nella partita persa per 100-143 contro i Toronto Raptors, mettendo a segno due punti.

## Statistiche

### NBA

#### Regular Season
| Anno      | Squadra           | PG | PT | MP   | TC%  | 3P%  | TL%  | RP  | AP  | PRP | SP  | PP  |
| --------- | ----------------- | -- | -- | ---- | ---- | ---- | ---- | --- | --- | --- | --- | --- |
| 2022-2023 | San Antonio Spurs | 28 | 0  | 14,6 | 53,5 | 0,0  | 72,0 | 3,6 | 0,9 | 0,4 | 0,7 | 3,9 |
| 2023-2024 | San Antonio Spurs | 33 | 1  | 12,7 | 49,6 | 33,3 | 69,0 | 3,4 | 1,1 | 0,4 | 0,4 | 4,4 |
| 2024-2025 | Atlanta Hawks     | 35 | 4  | 10,7 | 53,1 | 25,9 | 63,6 | 2,4 | 0,5 | 0,3 | 0,5 | 4,2 |
| Carriera  | Carriera          | 96 | 5  | 12,5 | 51,9 | 25,0 | 68,0 | 3,1 | 0,8 | 0,3 | 0,5 | 4,2 |

#### Massimi in carriera
- Massimo di punti: 21 vs Dallas Mavericks (9 aprile 2023)[4]
- Massimo di rimbalzi: 19 vs Dallas Mavericks (9 aprile 2023)
- Massimo di assist: 5 vs Sacramento Kings (2 aprile 2023)
- Massimo di palle rubate: 2 vs Dallas Mavericks (15 marzo 2023)
- Massimo di stoppate: 2 (5 volte)
- Massimo di minuti giocati: 34 vs Dallas Mavericks (9 aprile 2023)

### NBA G-League
| Anno      | Squadra       | PG | PT | MP   | TC%  | 3P%  | TL%  | RP  | AP  | PRP | SP  | PP   |
| --------- | ------------- | -- | -- | ---- | ---- | ---- | ---- | --- | --- | --- | --- | ---- |
| 2022-2023 | Austin Spurs  | 34 | 24 | 26,9 | 55,2 | 29,7 | 68,1 | 6,5 | 1,5 | 0,6 | 1,3 | 13,0 |
| 2023-2024 | Austin Spurs  | 19 | 19 | 33,2 | 56,9 | 30,0 | 77,3 | 7,7 | 1,7 | 0,8 | 1,3 | 23,7 |
| 2024-2025 | C.P. Skyhawks | 18 | 18 | 32,5 | 57,4 | 23,9 | 72,9 | 8,4 | 1,8 | 0,8 | 1,3 | 20,0 |
| Carriera  | Carriera      | 71 | 61 | 30,0 | 56,4 | 27,8 | 72,7 | 7,3 | 1,6 | 0,7 | 1,3 | 17,6 |